# Театр (фільм, 1978)
«Театр» (латис. «Teātris») — радянський двосерійний художній телефільм 1978 року, знятий на Ризькій кіностудії. Режисер — Яніс Стрейч. Одна з екранізацій однойменного роману Сомерсета Моема.

## Сюжет
Джулія Ламберт (Вія Артмане) — актриса, зірка лондонського театрального світу. Веде звичне життя: незмінний успіх на сцені, висока репутація, багаторічний щасливий шлюб з Майклом Госселіном (Гунар Цилінскіс), актором, режисером і директором їх спільного театру, дорослий син Роджер.
Пройшовши шлях від провінційної актриси до всесвітньо визнаної зірки, що досягла вершин професійної майстерності, Джулія не цілком щаслива. Пристрасне почуття до чоловіка Майкла давно в минулому, її величезна ніжність і шалена пристрасть зникла. Їх замінила поблажлива доброта і легке презирство до Майкла, до давнього шанувальника лорда Чарльза Теммерлі, багато років сумирно закоханого в Джулію, до всіх чоловіків, які намагаються сподобатися їй.
Так само спочатку ставиться Джулія і до тих, хто тремтить перед її талантом, як і молодий бухгалтер Том Феннел (Івар Калниньш). Однак Феннел, який здавався боязким, раптом несподівано залучає Джулію у зв'язок і стає її коханцем. У впорядковане життя місис Ламберт знову входять захоплення любові та сплески пристрасного бажання. Але разом з тим є в ній і муки ревнощів, переживання з приводу втрати молодості (тим більше помітної, бо коханий Джулії «так диявольськи молодий»). Проте вона цілком віддається почуттям, що нахлинули.
Згодом Джулія дізнається, що відносини з Томом вдарили по її репутації, про них пліткують і в основному через марнославство її друга. Джулія змушена зізнатися собі, що Том її не любить, вона була для нього лише «перепусткою» у світ богеми й аристократії, де він тепер міцно закріпився і значно поліпшив свій фінансовий стан.
Особливим ударом стає для Джулії звістка про те, що Том їй зраджує, причому мова йде не про інтрижки на одну ніч, а про серйозні для нього стосунки з молоденькою бездарною актрисою Евіс Крайтон (Майя Егліте). Це стає останнім ударом.
Перед героїнею постає складне завдання: подолати своє почуття до недостойного її чоловіка, врятувати свою репутацію у світі, помститися суперниці, нарешті, знову взяти в руки владу над своїм життям. За допомогою свого акторського таланту та професійної майстерності вона забезпечує провал дебюту Евіс. Робить вона це так, що ніхто не розуміє, що «втопила» Евіс саме Джулія. Лише чоловік Джулії Майкл зумів розгадати, що провал Евіс при всій бездарності останньої — справа рук його дружини.
Після успішної постановки Том поспішає в гримерку Джулії й пропонує їй виїхати з ним, але отримує відмову. Джулія не хоче нікого бачити. Вона залишає шанувальників і репортерів і відправляється в те місце, про яке давно мріяла і в чому давно собі відмовляла — в ресторан для гарної вечері. Розглядаючи ресторанну публіку, Джулія зауважує: «Придивіться уважно до цих людей. Ось справжній театр… А справжнє життя (показуючи на серце) тут».

## У ролях
- Вія Артмане — Джулія Ламберт  (озвучувала Антоніна Кончакова)
- Гунарс Цилінскіс — Майкл Госселін, чоловік Джулії  (озвучував Юрій Чекулаєв)
- Івар Калниньш — Том Феннел  (озвучував Олексій Інжеватов)
- Юріс Стренга — драматург
- Петеріс Ґаудіньш — Роджер, син Джулії  (озвучував Олексій Золотницький)
- Едуардс Павулс — Джим Лонгтон  (озвучував Юрій Саранцев)
- Ельза Радзіня — Доллі Де Фріз
- Майя Егліте — Евіс Крайтон
- Валентінс Скулме — Лорд Чарльз Таммерлі  (озвучував Ігор Ясулович)
- Ілга Вітола — Іві (Стара Корова)  (озвучувала Римма Маркова)
- Айварс Лейманіс — Анджело
- Раймонд Паулс — піаніст
- Яніс Стрейч — від автора  (озвучував Микола Александрович)
- Олександр Лейманіс — епізод
- Ліліта Берзіня — мати Джулії
- Евалдс Валтерс — капітан
- Ромуалдс Анцанс — актор
- Байба Індріксоне — епізод
- Світлана Блесс — епізод

## Знімальна група
- Режисер: Яніс Стрейч
- Сценарист: Яніс Стрейч
- Композитор: Раймонд Паулс
- Оператор-постановник: Харій Кукелс
- Художник-постановник: Андріс Меркманіс
- Звукооператор: Ігор Яковлєв
- Художник по костюмах: Вечелла Варславане
- Художник-гример: Расмо Пранде